# 新納実久
新納 実久（にいろ さねひさ）は、南北朝時代の武将。島津氏の家臣。新納氏2代当主。

## 略歴
初代当主・新納時久の次男として誕生。
正平12年/延文2年（1357年）、日向国志布志松尾城で挙兵していた南朝方の楡井頼仲が自刃すると、その後に松尾城へ入る。同年北朝方・直義派の畠山直顕の侵攻を受けるも、後に島津氏6代当主となる島津氏久と共に撃退。氏久が志布志城に入ると共に大隅国の経営にあたった。
天授5年/永和5年（1379年）、氏久と九州探題として派遣された今川了俊との間で戦が起こると、氏久の指揮の下左翼を任され「月一揆」といわれる陣形を展開し今川軍に対抗。本陣の「小一揆」、右翼の「杉一揆」と連携しつつ、小勢ながらも今川軍を破った（蓑原の合戦）。以後この陣形が島津家の基本戦術となる。
家督は子・忠臣が継いだ。